# Pablo Azcona
Pablo Azcona Molinet (Lodosa, 9 de agosto de 1980) es un político español militante de Aralar y Lodosa Organización Independientes Unidos para más tarde integrarse en la coalición electoral Geroa Bai como independiente hasta 2020 y desde 2020 como miembro de Geroa Socialverdes.
Ha sido alcalde de Lodosa desde 2011 hasta su dimisión del cargo en 2021. Desde 2019 es parlamentario foral, habiendo revalidado el escaño en 2023 y desde finales de 2024 es el secretario general de su partido.

## Biografía
Pablo Azcona nació el 9 de agosto de 1980 en la localidad navarra de Lodosa (España). Comenzó estudios de Historia en la Universidad del País Vasco, aunque dejó la carrera en su segundo año para continuar sus trabajos agrícolas. Ha trabajado en la Cooperativa del Campo de Lodosa.

### Carrera política
Militó en Aralar, aunque se presentó a las elecciones municipales de 2007 en su localidad natal encabezando una formación local, Lodosa Organización Independientes Unidos (LOIU), con la que consiguió una concejalía entre 2007 y 2011. Llegó a la alcaldía de la localidad tras las elecciones municipales de 2011 y revalidó el puesto con mayoría después de las elecciones municipales de 2015, tras las que presidió a su vez la Federación Navarra de Municipios y Concejos (FNMC) hasta poco después del final del periodo electoral.
Durante el segundo periodo electoral en que fue alcalde de Lodosa (entre 2015 y 2019), Aralar se disolvió al integrarse en la coalición Euskal Herria Bildu.
Para las elecciones de 2019, Pablo Azcona se presentó tanto nuevamente para la alcaldía de Lodosa en las municipales por LOIU como a parlamentario foral por la candidatura de Geroa Bai a las forales ocupando el 6.º lugar. Tras el superdomingo del 26 de mayo de 2019 (tuvieron lugar las elecciones municipales, forales y europeas simultáneamente), Pablo Azcona consiguió por tercera vez estar en la lista más votada en Lodosa y también vio como Geroa Bai mantenía nueves escaños en el Parlamento de Navarra por lo que ocuparía uno de ellos.
En el pleno municipal de Lodosa del 3 de marzo de 2021 presentó su renuncia como alcalde de la localdiad tras 10 años al frente del consistorio. Fue sustituido en funciones por su compañera de partido Lourdes San Miguel Rojo hasta el 13 de marzo, cuando fue nombrada formalmente alcaldesa.
Con la formación de Geroa Socialverdes, partido creado para aglutinar a los independientes que militaban en la coalición de Geroa Bai, Azcona se unirá a este nuevo partido.
En 2023 volvió a repetir como candidato de Geroa Bai para las elecciones forales, esta vez en el tercer puesto, tan solo por detrás de la expresidenta navarra Uxue Barkos y el líder del Napar Buru Batzar Unai Hualde. En los comicios del 28 de mayo Geroa Bai obtendría 7 escaños, por lo que Azcona revalidó como parlamentario foral. El 4 de octubre fue nombrado portavoz parlamentario del Grupo Parlamentario de Geroa Bai en el Parlamento de Navarra.
En el congreso de Geroa Socialverdes del 14 de diciembre de 2024 Azcona fue elegido nuevo secretario general en sustitución de Uxue Barkos.

### Vida personal
Tiene dos hijos.